# Bianchi (Russia)

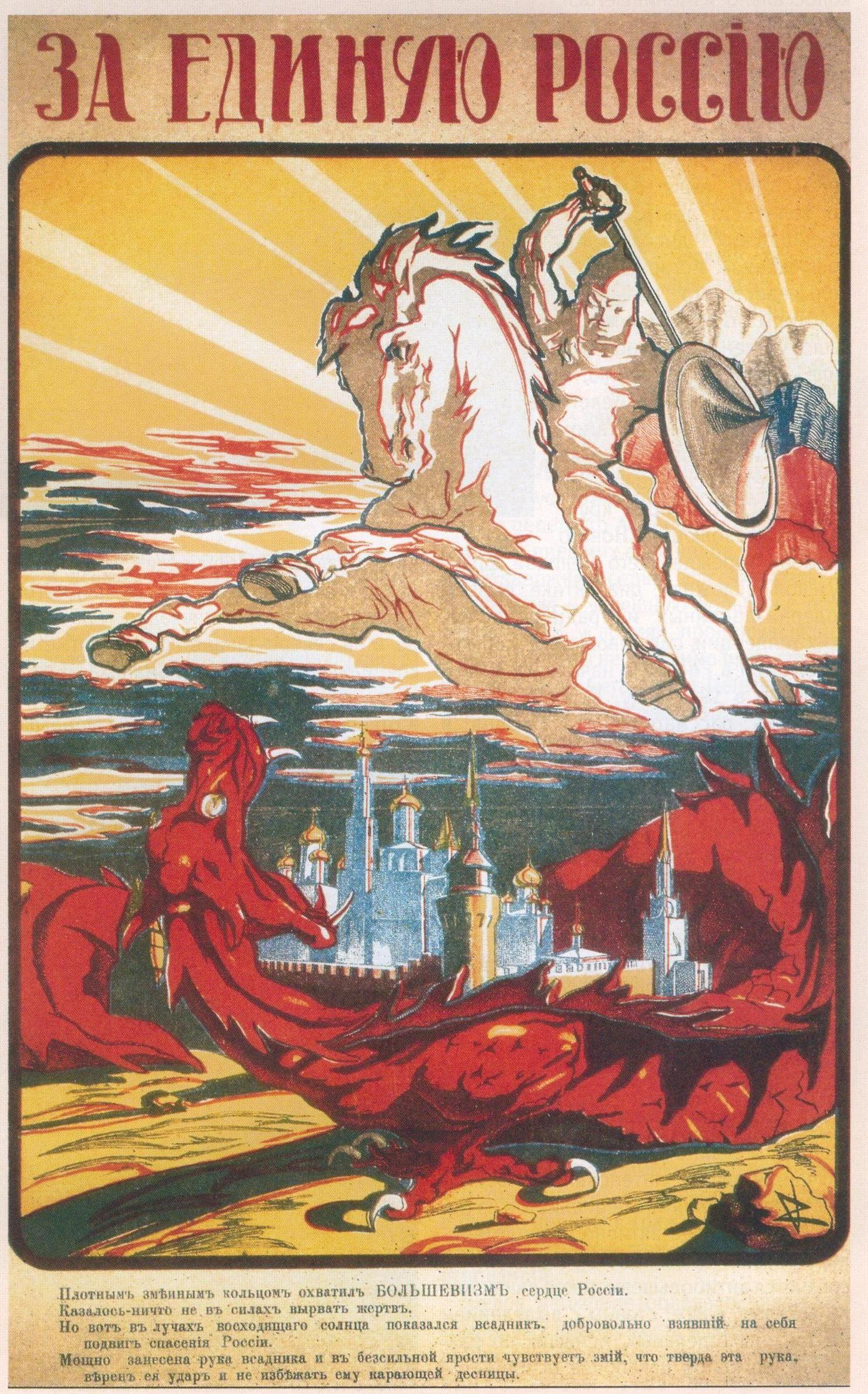
Per una Russia unita, Manifesto 1919

Il movimento dei Bianchi (in russo: Бе́лое движе́ние, o anche Белое дело "Cosa bianca" o Белая идея "Idea bianca") fu un movimento politico (con un braccio militare) nato nel 1917, durante la guerra civile russa.

## Storia
Il movimento dei Bianchi era formato da diverse forze politiche: democratici, cadetti, socialisti riformisti, sostenitori di Aleksandr Kerenskij, nazionalisti e altri che si opposero alla Rivoluzione d'ottobre del 1917.
Forze rimaste leali alla Repubblica russa e con lo scopo di abbattere il potere sovietico e dei bolscevichi e appoggiate da una coalizione di paesi quali Regno Unito, Stati Uniti d'America, Italia e Francia che inviarono dei corpi di spedizione in loro sostegno. Inoltre, vi erano nazionalisti e altri movimenti separatisti in Ucraina, nel Caucaso del Nord e in Asia centrale.
Tra i bianchi vi erano monarchici, fautori del vecchio regime, che volevano ristabilire il regno dello zar, ma anche menscevichi, socialisti moderati, nazionalisti e repubblicani, che erano contro le idee bolsceviche.
Il braccio armato del movimento dei bianchi fu l'Armata Bianca, fedele allo zar.
Nella Russia meridionale nell'agosto 1918 a Ekaterinodar, si forma il primo governo della "Russia Libera".
Tra il 1919 e il 1922 crearono nel territorio dell'ex Impero russo diversi stati provvisori (in Siberia, sul Don, nella Transbajkalia, in Estremo Oriente) che ebbero termine con la definitiva vittoria bolscevica nella guerra civile. Il movimento fu attivo fino alla sua distruzione nel 1923.
Il nome derivava dal colore tradizionalmente usato nelle divise degli ufficiali o dei cadetti, in secondo luogo perché il colore bianco aveva una profonda associazione con la corona zarista, visto che gli zar erano anche chiamati zar bianchi, ed anche in contrapposizione al colore dei bolscevichi sovietici, il rosso.

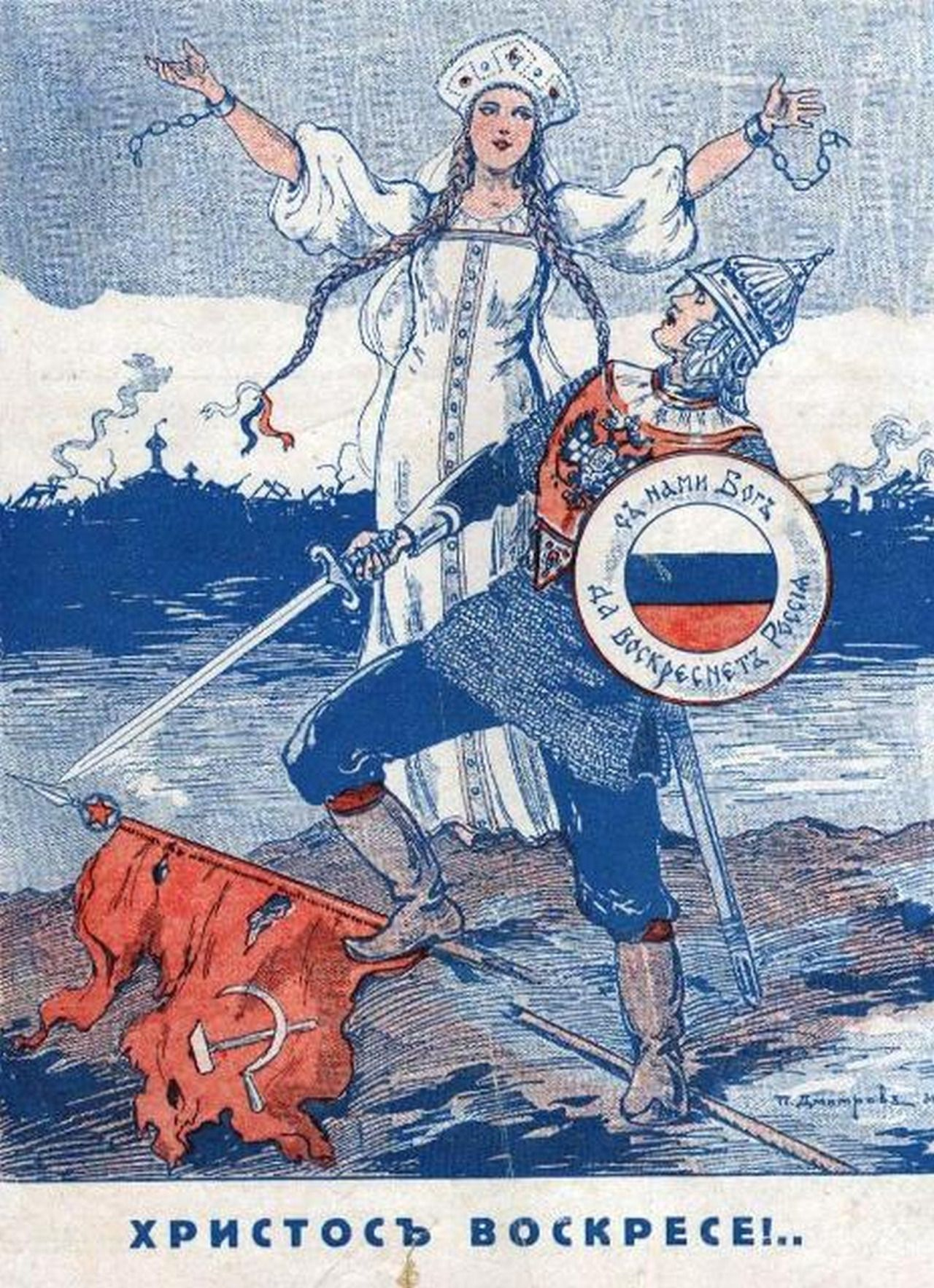
Copertina della pubblicazione degli esiliati antisovietici Tschasowoj, Parigi, ca. 1932

Dal 1921 al 1928 ne fu a capo Pëtr Nikolaevič Vrangel'.
Dall'esilio all'estero i rifugiati bianchi per tutto il periodo tra le due guerre continuarono in parte ad opporsi al regime di Mosca, costituendo organizzazioni con l'obiettivo di combattere il regime dei Soviet. La prima fu l'"Unione delle forze armate russe" (Russian All-Military Union) guidata dal 1924 da Nikolaj Nikolaevič Romanov, dal 1929 da Alexander Pavlovič Kutepov e dal 1930 fino al 1937 da Evgenij-Ljudvig Karlovič Miller.